# Heihachi Mishima
Heihachi Mishima er en figur i Tekken-serien.
Han er spilbar i alle Tekken-spil.

## Historie
Tekken:

Heihachi laver det verdensomspændende kampsports lege The King of Iron Fist Tournament.
Tekken 2:

Opsat på at vinde Mishima Zaibatsu tilbage, deltager han i The King of Iron Fist Tournament 2 for at genvinde fra sin søn Kazuya.
Tekken 3:

Efter at have smidt sin søn Kazuya i en vulkan, finder Heihachi kampguden Ogre i Mexico. 
Tekken 4:

Heihachi sponsorer The King of Iron Fist Tournament 4.
Tekken 5:

Netop som alle troede han var død, vender Heihachi tilbage for at få Mishima Zaibatsu tilbage fra et nyt ukendt overhoved.
| Spilfigurer | Spire Denne spilfigur-relaterede artikel er en spire som bør udbygges. Du er velkommen til at hjælpe Wikipedia ved at udvide den. |